# Vallée de Chamonix

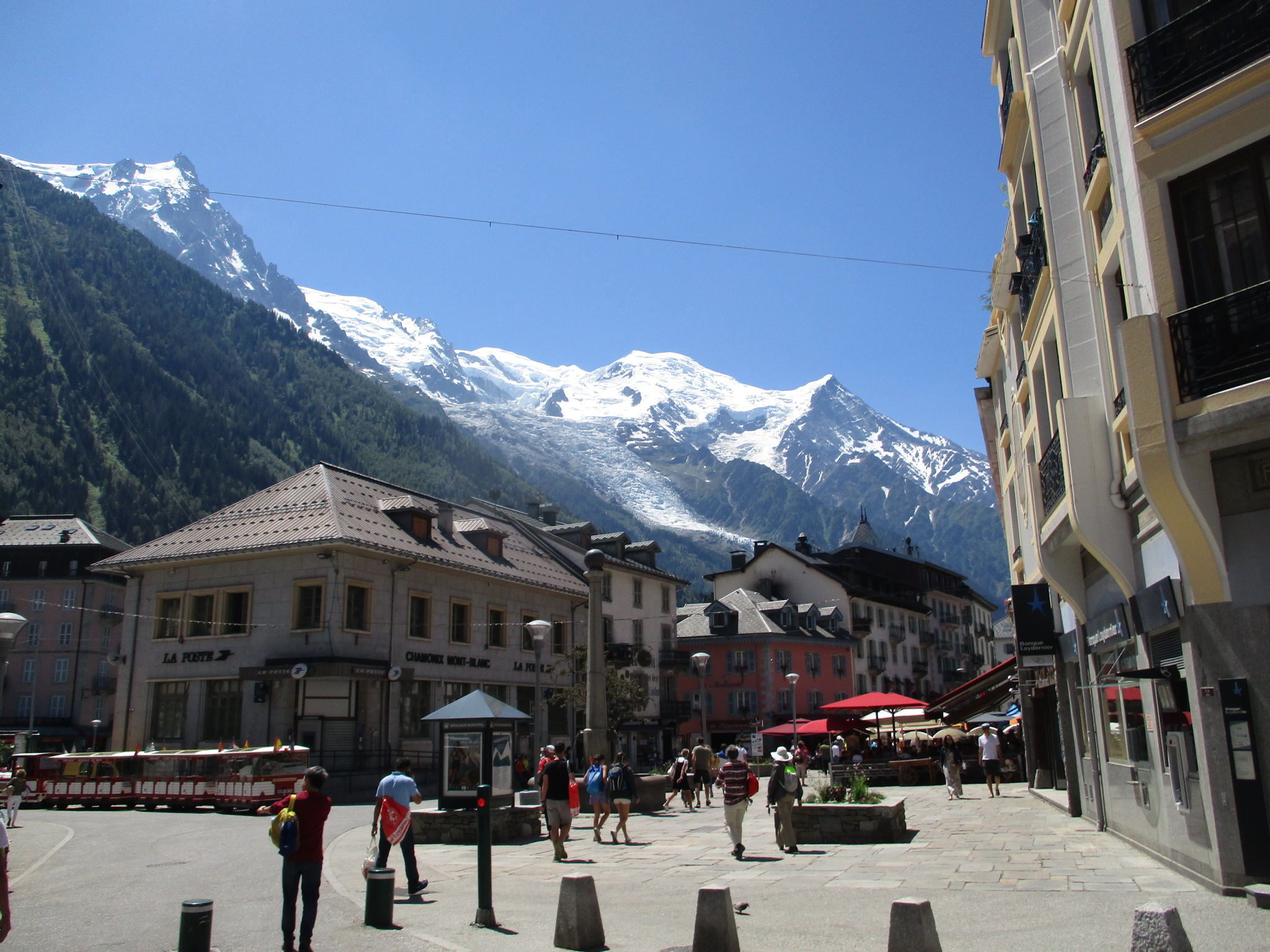
Chamonix-Mont-Blanc

Vallée de Chamonix – górna część doliny Vallée de l'Arve we Francji w departamencie Górna Sabaudia. Od północnego zachodu ogranicza ją Massif du Chablais w paśmie Préalpes de Savoie, a od południowego wschodu Masyw Mont Blanc za którym znajdują się doliny: szwajcarska Val Ferret i włoskie Val Ferret i Val Veny.
Dolina ciągnie się wzdłuż rzeki Arve od miejscowości Servoz do miejscowości Barberine na granicy szwajcarskiej. Od wybudowania Tunelu du Mont Blanc między Chamonix-Mont-Blanc a Courmayeur stanowi ważną arterię komunikacyjną łączącą Francję z Włochami. Przez całą długość doliny biegnie linia kolejki wąskotorowej z Le Fayet do Martigny.
Główne miejscowości w dolinie to: Servoz, Les Houches, Les Bossons, Les Pélerins, Chamonix-Mont-Blanc, Les Praz de Chamonix, Argentiére, Le Tour i Vallorcine.

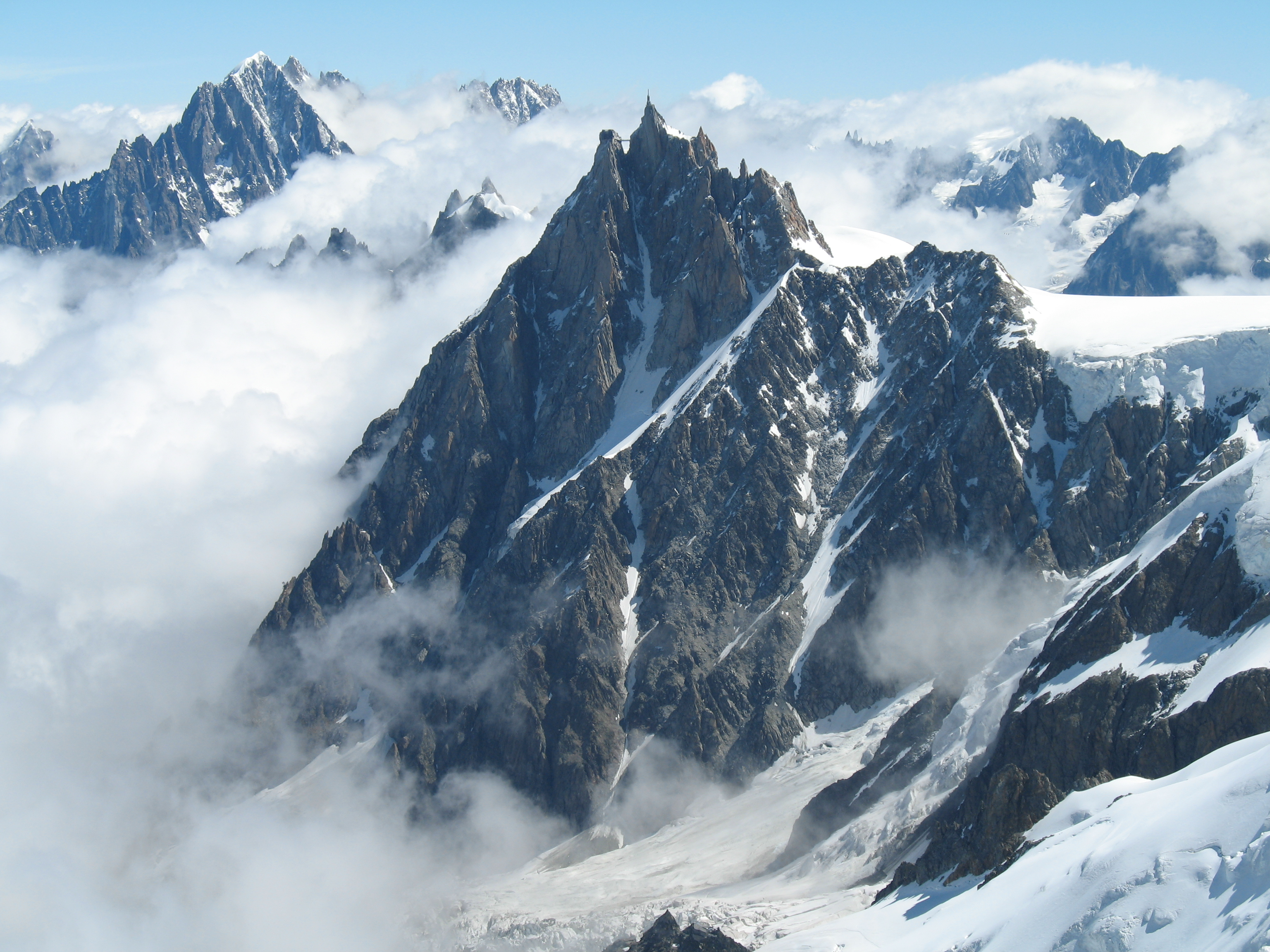
Aiguille du Midi ze stacją kolejki na szczycie

Vallée de Chamonix jest wielkim centrum sportów zimowych i alpinizmu. Znajduje się tu 6 kolejek linowych i gondolowych, kolejka zębata i wiele wyciągów narciarskich. Do największych atrakcji turystycznych należą m.in.:

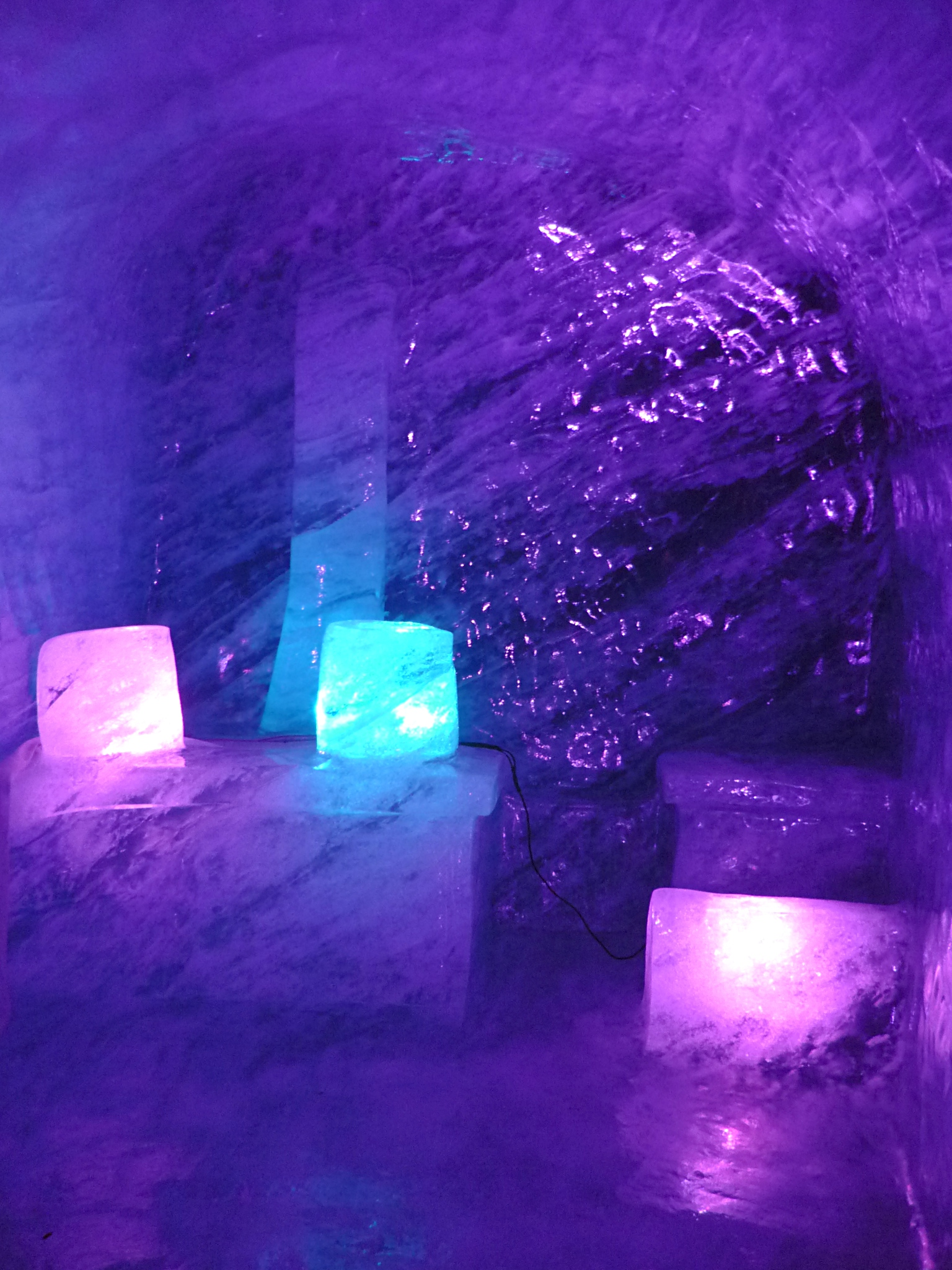
Jaskinia w Mer de Glace

- kolejka zębata z Chamonix-Mont-Blanc na Montenvers (1913 m) w pobliże jednego z największych lodowców alpejskich Mer de Glace w Masywie Mont Blanc. Stąd można dostać się kolejką gondolową lub pieszo do wykutej w lodowcu jaskini, w której jest kilku komór ozdobionych rzeźbami z lodu[5],
- kolejka linowa z Chamonix-Mont-Blanc na szczyt Aiguille du Midi (3778 m). Po kolejce na Klein Matterhorn jest to najwyżej położona kolejka linowa w Europie. Można stamtąd dojechać kolejką gondolową (po remoncie ma być czynna od wiosny 2019 roku) na szczyt Pointe Helbronner (3462 m), gdzie znajduje się górna stacja włoskiej kolejki linowej z Courmayeur,
- kolejki linowe: z Les Houches na Bellevue (1801 m), z Les Houches na Prarion (1834 m), z Chamonix-Mont-Blanc na Brévent (2525 m) w masywie Aiguilles Rouges, z Les Praz de Chamonix na l'Index (2885 m) i z Argentiére na Aiguille de Grands Montets (3295 m) w grupie górskiej Triolet-Verte[1][6][7].Vallée de Chamonix. Masyw Mont Blanc od Aiguille Verte do Mont Blanc

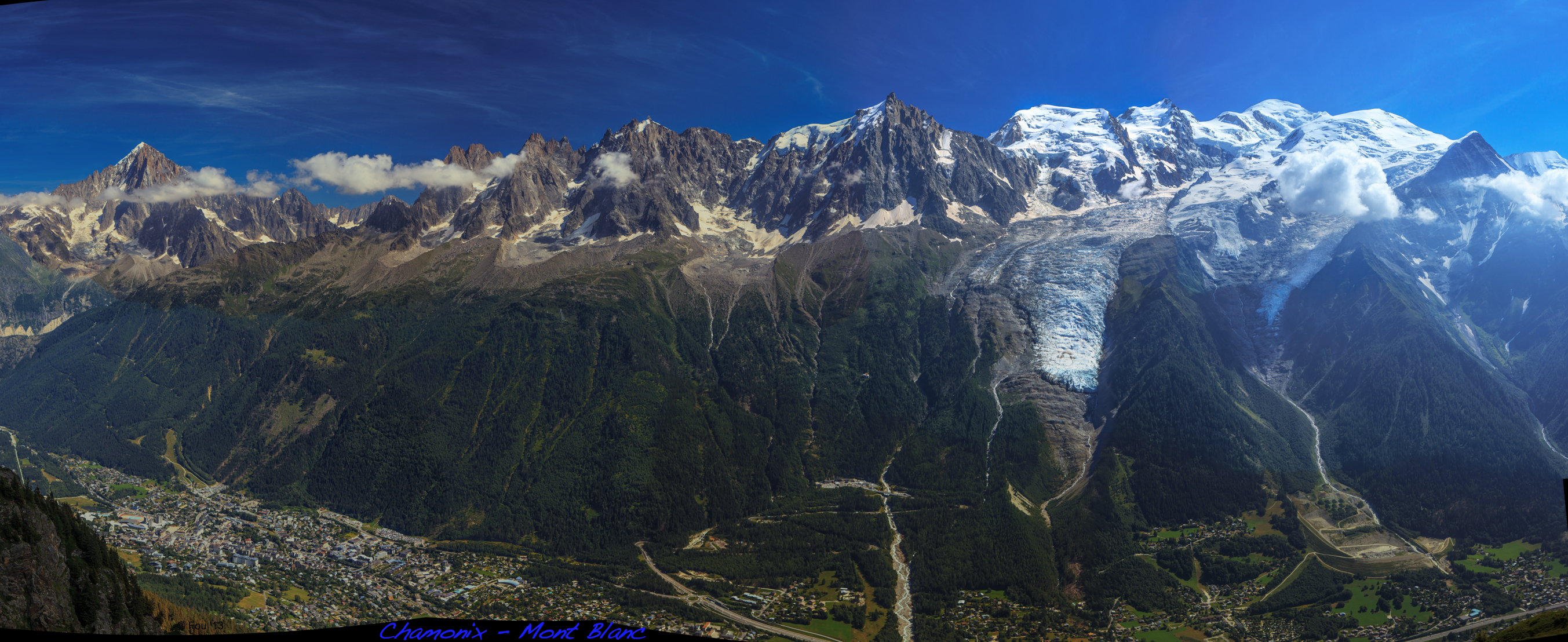
Vallée de Chamonix. Masyw Mont Blanc od Aiguille Verte do Mont Blanc